# Dorsale tunisina
La dorsale tunisina è un insieme di catene montuose della Tunisia che si estende dai monti di Tébessa, al confine con l'Algeria, fino al promontorio di Capo Bon, che generalmente non viene incluso in essa.
Costituisce il prolungamento dell'Atlante Telliano e si orienta su un asse sud-ovest/nord-est. Si caratterizza per altitudini via via decrescenti, tra il Djebel Chambi (1.544 m) a ovest, punto culminante della Tunisia, e il Djebel Boukornine (576 m) all'estremità est.

## Limiti
Piuttosto che un insieme compatto di montagne (chiamate djebel), la dorsale è una successione di massicci montagnosi più o meno allineati, più o meno elevati e separati da di loro da solchi trasversali. Si possono distinguere, sul piano orografico, queste divisioni:
- metà nord della dorsale:
  - asse occidentale: una catena di alte montagne (Djebel Bargou, 1.266 m, Djebel Kesra, 1.174 m, Djebel Serje, 1.357 m e Djebel Zaghouan, 1.295 m) posta tra la valle dello oued Miliane a nord e il corridoio Zaghouan-Bouficha a sud, con il Djebel Boukornine all'estremità;
  - altipiano intorno al Makthar (900 m) e al Rebaa (600 m) separati dalla valle dell'oued Siliana;
  - asse orientale formato da una catena montuosa più modesta, culminante nel Djebel Oueslet (887 m), in contatto con la grande piana di Kairouan al centro del paese;
  - monti di Enfida e di Sidi Jedidi che formano piccoli massicci montagnosi in contatto con la piana costiera del golfo di Hammamet.
- metà sud della dorsale:
  - valle di Rohia-Marguellil, caratterizzata da forme di rilievi irregolari con il bacino idrografico dell'oued Marguellil e il bacino tettonico di Rohia-Sbiba;
  - più a sud si trovano tre catene maggiori parallele:
    - catena del Djebel Essif (1.352 m), Djebel Birinou (1.419 m), Oum Jedour (1.309 m);
    - catena del Djebel Chambi, Djebel Semmama (1.356 m) e Djebel Tioucha (1.363 m);
    - catena del Djebel Salloum (1.373 m) e Djebel Mrhila (1.376 m).

## Ambiente naturale
La dorsale tunisina appare come uno spazio di transizione tra il nord della Tunisia da una parte ed il centro-sud dall'altra parte. In effetti il nord, o Tell, si caratterizza per un clima più umido, mentre il centro ed il sud sono caratterizzati da un clima arido o semi-arido. L'isoieta dei 400 mm di precipitazioni per anno attraversa la dorsale tunisina e permette di differenziare la vegetazione di montagna. Al nord, a partire da un'altitudine di 950-1.050 m, la vegetazione è dominata dalla foresta, nella quale le specie più diffuse sono la quercia spinosa, la quercia da sughero, il leccio, mentre al sud prevale una vegetazione steppica.

## Popolazione
Nell'antichità la dorsale ospitava città fiorenti come Oudna, Mactaris (Makthar, Hir Souar, Sufetula (Sbeïtla), Cillium (Kasserine).
Dopo la conquista araba del VII secolo alcune città, come Sufetula o Cillium, sono state abbandonate, mentre altre sono state assorbite dalla rete di città organizzate attorno a Kairouan (Aïn Jeloula, Agar, Hir Souar, Sbiba).
Con le invasioni delle tribù Banu Hilal, nell'XI secolo, si assistette ad un abbandono dell'agricoltura e ad una mutazione della popolazione verso la nomadizzazione delle tribù beduine lasciando pochi luoghi destinati alla vita rurale sedentaria (Bargou, Serj e Kesra a nord-est).
Nel XIX e XX secolo, prima durante l'epoca dei Bey, poi quella del protettorato francese, questo spazio è stato sfruttato a profitto delle grandi città costiere (Tunisi, Sfax e Susa sia attraverso l'acquisizione di grandi superfici destinate all'agricoltura estensiva da parte di notabili urbani, della famiglia del Bey o di grandi coltivatori coloniali che con la captazione di acque sorgive (Aïn Tebournouk, Jougar, Bargou, Haffouz e Sbeïtla). La dorsale è stata considerata come la "cisterna" della Tunisia.
Dopo l'indipendenza, ottenuta nel 1956, una politica di sistemazione del territorio e di sviluppo locale ha incoraggiato alcune specializzazioni agricole intensive con l'estensione dell'irrigazione e dell'arboricoltura (meli, albicocchi). Inoltre la creazione dei governatorati ha elevato i capoluoghi (Zaghouan, Siliana e Kasserine) al rango di centri amministrativi.
| Controllo di autorità | VIAF (EN) 239659921 · GND (DE) 4727445-1 |